# Championnats des États-Unis de VTT
Les championnats des États-Unis de vélo tout terrain sont des compétitions ouvertes aux coureurs de nationalité américaine.

## Hommes

### Cross-country
| Année | Or                     | Argent                 | Bronze                 |
| ----- | ---------------------- | ---------------------- | ---------------------- |
| 1984  | Joe Murray             |                        |                        |
| 1985  | Joe Murray             |                        |                        |
| 1986  | Ned Overend            |                        |                        |
| 1987  | Ned Overend            | John Tomac             | Mike Kloser            |
| 1989  | Ned Overend            | Don Myrah              | Rishi Grewal           |
| 1990  | Ned Overend            |                        |                        |
| 1991  | Ned Overend            |                        |                        |
| 1992  | Ned Overend            |                        |                        |
| 2002  | Jeremy Horgan-Kobelski |                        |                        |
| 2003  | Jeremy Horgan-Kobelski |                        |                        |
| 2004  | Jeremy Horgan-Kobelski | Adam Craig             | Carl Decker            |
| 2005  | Jeremy Horgan-Kobelski | Todd Wells             | Adam Craig             |
| 2006  | Ryan Trebon            | Barry Wicks            | Jeremiah Bishop        |
| 2007  | Adam Craig             | Jeremiah Bishop        | Michael Broderick      |
| 2008  | Adam Craig             | Ryan Trebon            | Jeremy Horgan-Kobelski |
| 2009  | Jeremy Horgan-Kobelski | Adam Craig             | Samuel Schultz         |
| 2010  | Todd Wells             | Jeremy Horgan-Kobelski | Ryan Trebon            |
| 2011  | Todd Wells             | Samuel Schultz         | Adam Craig             |
| 2012  | Samuel Schultz         | Todd Wells             | Jeremy Horgan-Kobelski |
| 2013  | Stephen Ettinger       | Todd Wells             | Jeremiah Bishop        |
| 2014  | Todd Wells             | Kerry Werner           | Jeremiah Bishop        |
| 2015  | Howard Grotts          | Keegan Swenson         | Alexander Grant        |
| 2016  | Howard Grotts          | Keegan Swenson         | Russell Finsterwald    |
| 2017  | Howard Grotts          | Stephen Ettinger       | Payson McElveen        |
| 2018  | Howard Grotts          | Luke Vrouwenvelder     | Christopher Blevins    |
| 2019  | Keegan Swenson         | Howard Grotts          | Russell Finsterwald    |
| 2021  | Keegan Swenson         | Stephan Davoust        | Luke Vrouwenvelder     |
| 2022  | Keegan Swenson         | Christopher Blevins    | Eric Brunner           |
| 2023  | Christopher Blevins    | Riley Amos             | Lukas Vrouwenvelder    |
| 2024  | Bjorn Riley            | Robbie Day             | Devon Feehan           |

### Short track
| Année | Or                  | Argent          | Bronze              |
| ----- | ------------------- | --------------- | ------------------- |
| 2021  | Keegan Swenson      | Stephan Davoust | Cole Paton          |
| 2022  | Christopher Blevins | Stephan Davoust | Russell Finsterwald |
| 2024  | Bjorn Riley         | Robbie Day      | Devon Feehan        |

### Descente

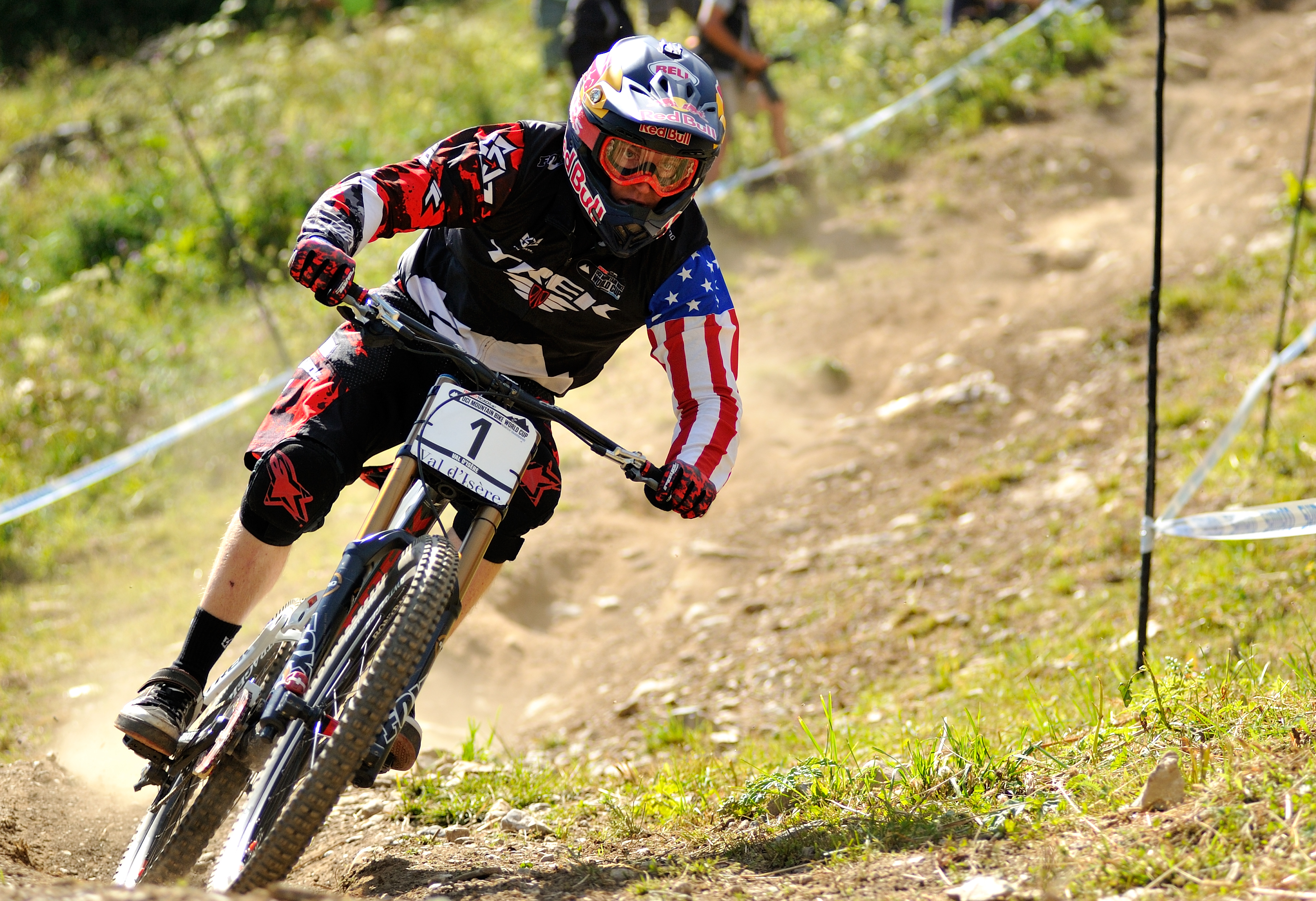
Aaron Gwin, lors de la coupe du monde 2012 à Val d'Isère

| Année | Or              | Argent            | Bronze              |
| ----- | --------------- | ----------------- | ------------------- |
| 2003  | Eric Carter     |                   |                     |
| 2004  | Chris Del Bosco | Duncan Riffle     | Henry O'Donnell     |
| 2007  | Cole Bangert    | Luke Strobel      | Christopher Herndon |
| 2008  | Geritt Beytagh  | Cody Warren       | Duncan Riffle       |
| 2009  | Aaron Gwin      | Duncan Riffle     | Cody Warren         |
| 2010  | Aaron Gwin      | Logan Binggeli    | Tyler Immer         |
| 2011  | Neko Mulally    | Logan Binggeli    | Aaron Gwin          |
| 2012  | Aaron Gwin      | Neko Mulally      | Eliot Jackson       |
| 2013  | Aaron Gwin      | Logan Binggeli    | Mitch Ropelato      |
| 2014  | Aaron Gwin      | Neko Mulally      | Mitch Ropelato      |
| 2015  | Aaron Gwin      | Michael Sylvestri | Luca Shaw           |
| 2016  | Aaron Gwin      | Mitch Ropelato    | Shane Leslie        |
| 2017  | Aaron Gwin      | Luca Shaw         | Charlie Harrison    |
| 2018  | Neko Mulally    | Charlie Harrison  | Luca Shaw           |
| 2019  | Neko Mulally    | Charlie Harrison  | Dakotah Norton      |
| 2021  | Dakotah Norton  | Luca Shaw         | Austin Dooley       |
| 2022  | Dakotah Norton  | Aaron Gwin        | Austin Dooley       |
| 2023  | Luca Shaw       | Austin Dooley     | Dante Silva         |
| 2024  | Asa Vermette    | Austin Dooley     | Aaron Gwin          |

### Marathon
| Année | Or                     | Argent           | Bronze           |
| ----- | ---------------------- | ---------------- | ---------------- |
| 2009  | Jeremy Horgan-Kobelski | Jeremiah Bishop  | Jay Henry        |
| 2010  | Jeremy Horgan-Kobelski | Samuel Schultz   | David Wiens      |
| 2011  | Adam Craig             | Carl Decker      | Samuel Schultz   |
| 2012  | Todd Wells             | Carl Decker      | Adam Craig       |
| 2013  | Todd Wells             | Stephen Ettinger | Alexander Grant  |
| 2014  | Todd Wells             | Stephen Ettinger | Howard Grotts    |
| 2015  | Todd Wells             | Jeremiah Bishop  | Keck Baker       |
| 2016  | Todd Wells             | Jeremiah Bishop  | Ryan Woodall     |
| 2017  | Payson McElveen        | Howard Grotts    | Jeremiah Bishop  |
| 2018  | Payson McElveen        | Howard Grotts    | Nicholas Beechan |
| 2022  | Lukas Vrouwenvelder    | Stephan Davoust  | Carson Beckett   |
| 2023  | Cole Paton             | Cayden Parker    | Carson Beckett   |
| 2024  | Carson Beckett         | Bradyn Lange     | Jerry Dufour     |

## Femmes

### Cross-country
| Année | Or               | Argent            | Bronze            |
| ----- | ---------------- | ----------------- | ----------------- |
| 1985  | Jacquie Phelan   | Mary Lee Atkins   | Cindy Whitehead   |
| 1986  | Cindy Whitehead  |                   |                   |
| 1987  | Lisa Muhich      | Sara Ballantyne   | Cindy Whitehead   |
| 1989  | Sara Ballantyne  | Lisa Muhich       | Susan De Mattei   |
| 1999  | Alison Dunlap    |                   |                   |
| 2002  | Alison Dunlap    |                   |                   |
| 2003  | Mary McConneloug |                   |                   |
| 2004  | Alison Dunlap    | Dara Marks-Marino | Susan Haywood     |
| 2005  | Mary McConneloug | Alison Dunlap     | Willow Koerber    |
| 2006  | Georgia Gould    | Heather Irmiger   | Mary McConneloug  |
| 2007  | Mary McConneloug | Georgia Gould     | Willow Koerber    |
| 2008  | Mary McConneloug | Georgia Gould     | Heather Irmiger   |
| 2009  | Heather Irmiger  | Willow Koerber    | Katherine Compton |
| 2010  | Georgia Gould    | Heather Irmiger   | Willow Koerber    |
| 2011  | Georgia Gould    | Lea Davison       | Katherine Compton |
| 2012  | Georgia Gould    | Lea Davison       | Heather Irmiger   |
| 2013  | Lea Davison      | Monique Pua Mata  | Mary McConneloug  |
| 2014  | Lea Davison      | Georgia Gould     | Evelyn Dong       |
| 2015  | Chloe Woodruff   | Erin Huck         | Rose Grant        |
| 2016  | Erin Huck        | Georgia Gould     | Chloe Woodruff    |
| 2017  | Kate Courtney    | Lea Davison       | Erin Huck         |
| 2018  | Kate Courtney    | Erin Huck         | Ellen Noble       |
| 2019  | Chloe Woodruff   | Evelyn Dong       | Lea Davison       |
| 2021  | Erin Huck        | Alexis Skarda     | Rose Grant        |
| 2022  | Savilia Blunk    | Kate Courtney     | Gwendalyn Gibson  |
| 2023  | Savilia Blunk    | Kate Courtney     | Gwendalyn Gibson  |
| 2024  | Kelsey Urban     | Kate Courtney     | Gwendalyn Gibson  |

### Short track
| Année | Or            | Argent           | Bronze           |
| ----- | ------------- | ---------------- | ---------------- |
| 2021  | Savilia Blunk | Gwendalyn Gibson | Rose Grant       |
| 2022  | Kate Courtney | Savilia Blunk    | Kelsey Urban     |
| 2024  | Kelsey Urban  | Kate Courtney    | Gwendalyn Gibson |

### Descente
| Année | Or                 | Argent             | Bronze            |
| ----- | ------------------ | ------------------ | ----------------- |
| 2002  | Lisa Sher          |                    |                   |
| 2003  | Marla Streb        |                    |                   |
| 2004  | Marla Streb        | Lisa Sher          | Melissa Buhl      |
| 2007  | Kathleen Pruitt    | Melissa Buhl       | Marla Streb       |
| 2008  | Melissa Buhl       | Marla Streb        | Dawn Bourque      |
| 2009  | Melissa Buhl       | Kathleen Pruitt    | Lisa Myklak       |
| 2010  | Jill Kintner       | Jacqueline Harmony | Melissa Buhl      |
| 2011  | Jill Kintner       | Jacqueline Harmony | Jaime Rees        |
| 2012  | Jacqueline Harmony | Melissa Buhl       | Jaime Rees        |
| 2013  | Jill Kintner       | Jacqueline Harmony | Anne Galyean      |
| 2014  | Jill Kintner       | Abigail Hippely    | Amanda Batty      |
| 2015  | Jill Kintner       | Jacqueline Thomas  | Rebecca Gardner   |
| 2016  | Jill Kintner       | Samantha Kingshill | Jacqueline Thomas |
| 2017  | Jill Kintner       | Amanda Batty       | Jacqueline Thomas |
| 2018  | Samantha Soriano   | Caroline Washam    | Jill Kintner      |
| 2019  | Jill Kintner       | Clare Hamilton     | Kialani Hines     |
| 2021  | Kailey Skelton     | Caroline Washam    | Ella Erickson     |
| 2022  | Kailey Skelton     | Amy Morrison       | Mazie Hayden      |
| 2023  | Anna Newkirk       | Kailey Skelton     | Kale Cushman      |
| 2024  | Anna Newkirk       | Kailey Skelton     | Matilda Melton    |

### Marathon
| Année | Or                   | Argent            | Bronze            |
| ----- | -------------------- | ----------------- | ----------------- |
| 2004  | Gretchen Reeves      | Melissa Thomas    | Monique Pua Mata  |
| 2005  | Gretchen Reeves      | Monique Pua Mata  | Mandy Eakins      |
| 2006  | Melissa Thomas       | Louise Kobin      | Monique Pua Mata  |
| 2007  | Shonny Vanlandingham | Monique Pua Mata  | Kelley Mattingly  |
| 2008  | Sari Anderson        | Gretchen Reeves   | Jennifer Gersbach |
| 2009  | Heather Irmiger      | Monique Pua Mata  | Gretchen Reeves   |
| 2010  | Heather Irmiger      | Amy Dombroski     | Krista Park       |
| 2011  | Monique Pua Mata     | Kelli Emmett      | Heather Irmiger   |
| 2012  | Monique Pua Mata     | Kelli Emmett      | Sari Anderson     |
| 2013  | Monique Pua Mata     | Serena Gordon     | Rose Grant        |
| 2014  | Rose Grant           | Joey Lythgoe      | Nina Baum         |
| 2015  | Rose Grant           | Cheryl Sornson    | Ally Stacher      |
| 2016  | Rose Grant           | Kaitlyn Patterson | Lisa Randall      |
| 2017  | Rose Grant           | Crystal Anthony   | Amy Beisel        |
| 2018  | Amy Beisel           | Kaysee Armstrong  | Larissa Connors   |
| 2022  | Erin Huck            | Deanna Mayles     | Lea Davison       |
| 2023  | Alexis Skarda        | Deanna Mayles     | Hannah Otto       |
| 2024  | Alexis Skarda        | Hannah Otto       | Deanna Mayles     |

### 4-cross
| Année | Or           | Argent | Bronze |
| ----- | ------------ | ------ | ------ |
| 2008  | Melissa Buhl |        |        |